# ملكة جمال العالم 1962
ملكة جمال العالم 1962 هي نسخة مسابقة ملكة جمال العالم الثانية عشر في تاريخ مسابقة ملكة جمال العالم منذ انطلاقتها عام 1951، عقدت مسابقة في 8 نوفمبر 1962 في مسرح لايسيوم في لندن ، المملكة المتحدة. في نهاية الحدث توجت كاثرينا لودرز من هولندا. من قبل ملكة جمال العالم 1961 ، روزماري فرانكلاند من المملكة المتحدة. كاثرينا لودرز ثاني امرأة من هولندا تفوز بلقب ملكة جمال العالم بعد كورين روتشفير في عام 1959.

## النتائج

### المراكز النهائية
| النتائج النهائية      | المتنافسة |
| --------------------- | --- |
| ملكة جمال العالم 1962 | - هولندا - كاثرينا لودرز |

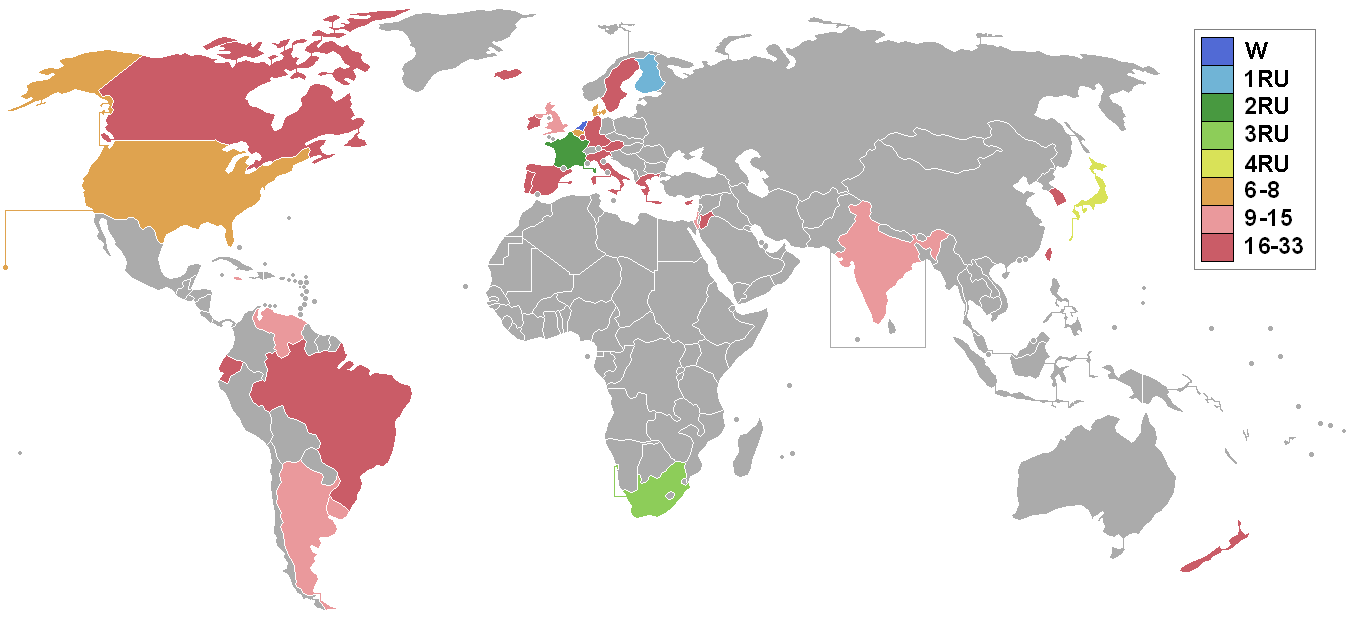
البلدان والأقاليم التي أرسلت المندوبين ونتائج مسابقة ملكة جمال العالم 1962

| الوصيفة الأولى        | - فنلندا - كارينا ماريتا ليسكينين |
| الوصيفة الثانية       | - فرنسا - مونيك لومير |
| الوصيفة الثالثة       | - جنوب أفريقيا - إيفون ماريان فيكر |
| الوصيفة الرابعة       | - اليابان - تيروكو إيكيدا |
| أفضل 8                | - بلجيكا - كريستين ديليت - الدنمارك - ريكي ستيسيه - الولايات المتحدة - أمادي شابوت |
| أفضل 15               | - الأرجنتين - ماريا أماليا راميريز - الهند - فريال كريم - إسرائيل - إيلانا بورات - جامايكا - كريس ليون - المملكة المتحدة - جاكي وايت - أوروغواي - ماريا نويل غنويس - فنزويلا - بتزابيث فرانكو بلانكو |

## لجنة التحكيم
تم تقييم أداء متسابقات ملكة جمال العالم 1962 من قبل لجنة من الحكام ، وهم:
- اللورد جون جاكوب أستور - صحفي أنجلو أمريكي وصاحب "ذا تايمز"
- جريس فيلدز - ممثلة ومغنية وكوميدي بريطاني
- ليزلي ماكدونيل - كاتب اسكتلندي ("الذي حل محل رجل الأعمال بيلي بتلين في اللحظة الأخيرة")
- بوب هوب - ممثل وكوميدي أمريكي
- تشارلز إيدي - صحفي وعضو مجلس اتحاد صحافة الكومنولث
- السيدة مارغريت سيمونز كيمبرلي ، من الجمعية البريطانية العليا.
- روبرت جون جراهام بوثبي ، بارون بوثبي - سياسي بريطاني محافظ
- جينيفر يونت ارمسترونج جونز - زوجة رئيس البلدية رونالد ارمسترونج جونز
- ريتشارد تود - ممثل أفلام بريطاني إيرلندي المولد

## المتسابقات
- الأرجنتين - ماريا أماليا راميريز
- النمسا - إنجي جاكلين
- بلجيكا - كريستين ديليت
- البرازيل  - فيرا لزيا سابا
- كندا - مارلين ليسون
- قبرص - ماجدة ميخايليدس
- الدنمارك - ريكي ستيساجر
- الإكوادور - إيلين أورتيجا هوجن
- فنلندا - كارينا ماريتا ليسكينين
- فرنسا - مونيك لومير
- ألمانيا- أنيتا ستيفن
- اليونان - جلاسمين مورايتو
- هولندا - كاثرينا لودرز
- أيسلندا - رانفيج أولافسدوتير
- الهند - فريال كريم
- أيرلندا - موريل أوهانلون
- إسرائيل - إيلانا بورات
- إيطاليا - رافايلا دا كاروليس
- جامايكا - كريس ليون
- اليابان - تيروكو إيكيدا
- الأردن - ليلى اميل خضر
- كوريا الجنوبية - تشونغ تاي جا
- لوكسمبورغ - بريتا جيرسون
- نيوزيلندا  - مورين واكا
- البرتغال - بالميرا فيريرا
- جنوب أفريقيا - إيفون ماريان فيكر
- إسبانيا - كونشيتا رويج أوربي
- السويد - مارجريت ميلين
- تايوان  - روكسانا إل إس. شيانغ
- المملكة المتحدة  - جاكي وايت
- أوروغواي - ماريا نويل جينوفيز
- الولايات المتحدة الأمريكية  - أمادي شابوت
- فنزويلا - بيتزابيث فرانكو بلانكو

## الروابط الخارجية
- موقع ملكة جمال العالم الرسمي
- Pageantopolis – Miss World 1962